# Cestradoretus yarsatus
Cestradoretus yarsatus är en skalbaggsart som beskrevs av Johann Christoph Friedrich Klug 1855. Cestradoretus yarsatus ingår i släktet Cestradoretus och familjen Rutelidae. Inga underarter finns listade i Catalogue of Life.